# Patrick Staudacher
Patrick Staudacher (Sterzing, 29 april 1980) is een Italiaanse voormalige alpineskiër. Hij vertegenwoordigde zijn vaderland op de Olympische Winterspelen 2002 in Salt Lake City, Verenigde Staten en op de Olympische Winterspelen 2006 in Turijn, Italië.

## Carrière
Staudacher maakte zijn wereldbekerdebuut in december 2000 in Val d'Isère, een jaar later scoorde hij in Val d'Isère zijn eerste wereldbekerpunten. Op de Olympische Winterspelen van 2002 in Salt Lake City eindigde de Italiaan als zevende op de combinatie en als achttiende op de super-g. In december 2005 eindigde Staudacher in Beaver Creek voor de eerste maal in zijn carrière in de toptien. Tijdens de Olympische Winterspelen van 2006 in Turijn eindigde de Italiaan als negende op de afdaling en als zeventiende op de super-g. In het Zweedse Åre nam Staudacher deel aan de wereldkampioenschappen alpineskiën 2007, op dit toernooi veroverde hij de wereldtitel op de super-g. Op de super-combinatie eindigde hij als achttiende en als tweeëndertigste op de afdaling. Twee jaar later, op de wereldkampioenschappen alpineskiën 2009, in Val d'Isère eindigde de Italiaan als zeventiende op de super-g en als negentiende op de super-combinatie. In december 2009 finishte Staudacher voor de eerste maal in zijn carrière op het podium tijdens een wereldbekerwedstrijd.

## Resultaten

### Olympische Spelen
| Jaar | Plaats         | Resultaten                             |
| ---- | -------------- | -------------------------------------- |
| 2002 | Salt Lake City | 7e Combinatie 18e Super-G              |
| 2006 | Sestriere      | 9e Afdaling 17e Super-G DNF Combinatie |
| 2010 | Vancouver      | 7e Super G 35e Afdaling                |

### Wereldkampioenschappen
| Jaar | Plaats      | Resultaten                                    |
| ---- | ----------- | --------------------------------------------- |
| 2007 | Åre         | Super-G · 18e Super-Combinatie · 32e Afdaling |
| 2009 | Val-d'Isère | 17e Super-G 19e Super-Combinatie              |

### Wereldbeker

#### Eindklasseringen
| Seizoen   | Algm | AD  | SG  | SC  |
| --------- | ---- | --- | --- | --- |
| 2001/2002 | 135e | 55e | 47e | -   |
| 2002/2003 | 143e | -   | 53e | -   |
| 2003/2004 | 105e | 51e | 34e | -   |
| 2004/2005 | 74e  | 43e | 29e | -   |
| 2005/2006 | 65e  | 47e | 26e | 17e |
| 2006/2007 | 36e  | 20e | 26e | 24e |
| 2007/2008 | 38e  | 34e | 13e | 21e |
| 2008/2009 | 66e  | 45e | 22e | 22e |
| 2009/2010 | 36e  | 31e | 10e | 46e |
| 2010/2011 | 120e | -   | 39e | -   |